# Kruipen
Kruipen is het zich op handen en knieën voortbewegen. 
In figuurlijke zin wordt "kruipen" gebruikt om onderdanig gedrag te beschrijven.

## Baby's en kruipen
Voor baby's is kruipen van groot belang voor de ontwikkeling van een goed evenwichtsgevoel, de oog-handcoördinatie en motorische vaardigheden. Derhalve waarschuwde het Britse Instituut voor Neurofysiologische Psychologie de wereld met de berichtgeving dat baby's tegenwoordig minder kruipen dan vroeger. Deze ontwikkeling kan, volgens de geleerden, gestopt worden door baby's uit de box, het kinderstoeltje of wipzitje te halen en ze weer vrij over de vloer te laten kruipen. Om baby's vroeger te laten kruipen kan het helpen om de baby op zijn of haar buik in plaats van rug te laten slapen. Deze slaaphouding heeft echter geen betekenis voor de verdere ontwikkeling van de baby en leidt niet tot een verdere versnelde ontwikkeling. Daarnaast vergroot het buikslapen de kans op wiegendood.